# 2010年太平洋飓风季时间轴

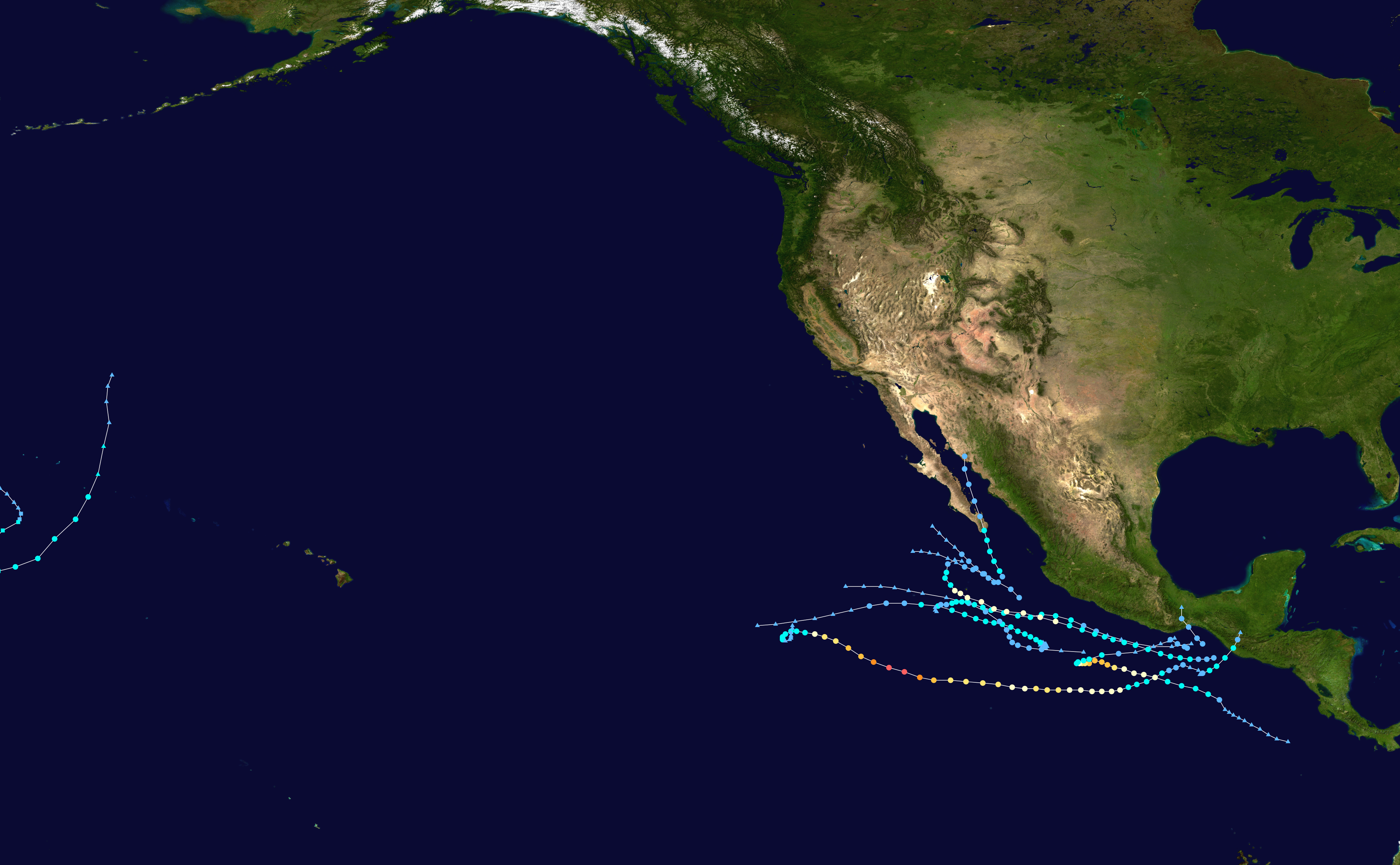
2010年太平洋飓风季所有热带气旋的移动路线

2010年太平洋飓风季是1977年后命名风暴数最少的太平洋飓风季，也是有纪录以来活跃度最低的太平洋飓风季之一。飓风季于2010年5月15日从东太平洋（西经140°以东、赤道以北的太平洋）、6月1日从中太平洋（国际日期变更线到西经140°之间、赤道以北的太平洋）正式开始，同年11月30日结束。通常情况下每年国际日期变更线以东、赤道以北的太平洋中绝大多数热带或亚热带气旋都是在这段时间形成。热带风暴阿加莎是本季首场风暴，于5月29日成型，最后一场风暴是热带风暴奥梅卡，于12月21日消散。
飓风季刚开局时非常活跃，到6月结束时就已形成四场获命名的风暴，创下太平洋飓风季的新纪录，其中还包括两场大型飓风，气旋能量指数超过往年均值三倍。但是，接下来的热带天气活动却突然陷入沉寂，7到9月间的风暴活跃水平都创下历史新低。9月23日，东太平洋飓风季随热带风暴乔吉特消散而结束，比气候学均值要提早超过五周时间。热带风暴奥梅卡是全年最后一场风暴，于12月18日形成，是气象观测进入人造卫星时代后形成日期最晚的中太平洋风暴。虽然风暴总数较少，但本季依然像其他飓风季一样造成重大人员伤亡和经济损失。阿加莎和第十一号热带低气压产生的瓢泼大雨在中美洲和墨西哥夺走两百多条人命，损失总额超过15亿美元。
本时间轴中记录全年东太平洋和中太平洋所有热带或亚热带气旋形成、增强、减弱、登陆、转变成温带气旋以及消散的具体信息。还包括实际操作中没有发布的信息，如美国国家飓风中心在风暴过后的回顾。包括最大持续风速、位置、距离在内的所有数字都经四舍五入换算成整数。

## 时间轴

### 5月
5月15日
- 2010年太平洋飓风季正式开始。

5月29日

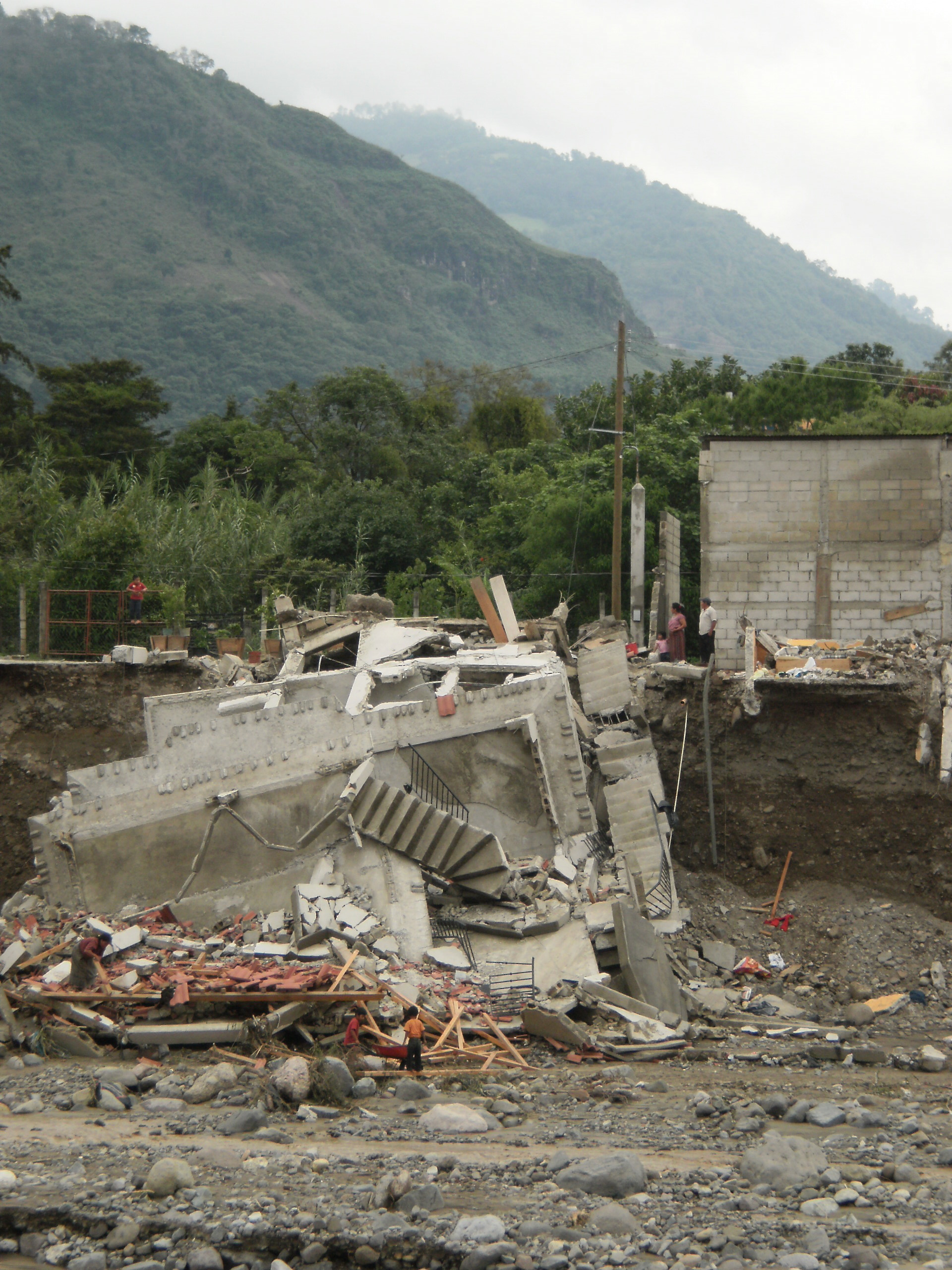
热带风暴阿加莎在危地马拉造成的破坏

- 协调世界时凌晨0点：第一号热带低气压由墨西哥恰帕斯州塔帕丘拉西南方向约290公里海域的大范围低气压区发展而成。
- 早上6点：第一号热带低气压在危地马拉首都危地马拉市西南方向约380公里洋面增强成热带风暴并获名“阿加莎”（Agatha）。
- 下午18点：热带风暴阿加莎达到持续风速每小时75公里，最低气压1001毫巴（百帕，29.56英寸汞柱）的最高强度。
- 晚上22点30分，热带风暴阿加莎以最高强度从危地马拉和墨西哥边境以南不远处的钱佩里科附近登陆。

5月30日
- 早上6点：热带风暴阿加莎降级成热带低气压。
- 中午12点：热带低气压阿加莎退化成残留低气压区，并于接下来六小时在危地马拉山区上空逐渐消散。

### 6月
6月1日
- 2010年中太平洋飓风季正式开始。

6月16日
- 早上6点：墨西哥瓦哈卡州萨利纳克鲁斯（Salina Cruz）以南约175公里海域的东风波发展成第二号热带低气压。
- 下午18点：第二号热带低气压达到风力时速55公里，最低气压1007毫巴（百帕，29.74英寸汞柱）的最高强度。

6月17日
- 早上6点：第二号热带低气压在墨西哥近海迅速消散。
- 早上6点：第三号热带低气压由墨西哥曼萨尼约西南偏南方向约490公里洋面的低气压区发展形成。
- 中午12点：“马士基达兰号”（Maersk Dhahran）船只的观测结果表明第三号热带低气压已增强成热带风暴，气旋因此获名“布拉斯”（Blas）。

6月18日
- 下午18点：墨西哥阿卡普尔科东南方向约595公里海域一片规模庞大且层次分明的低气压区发展出第四号热带低气压。

6月19日

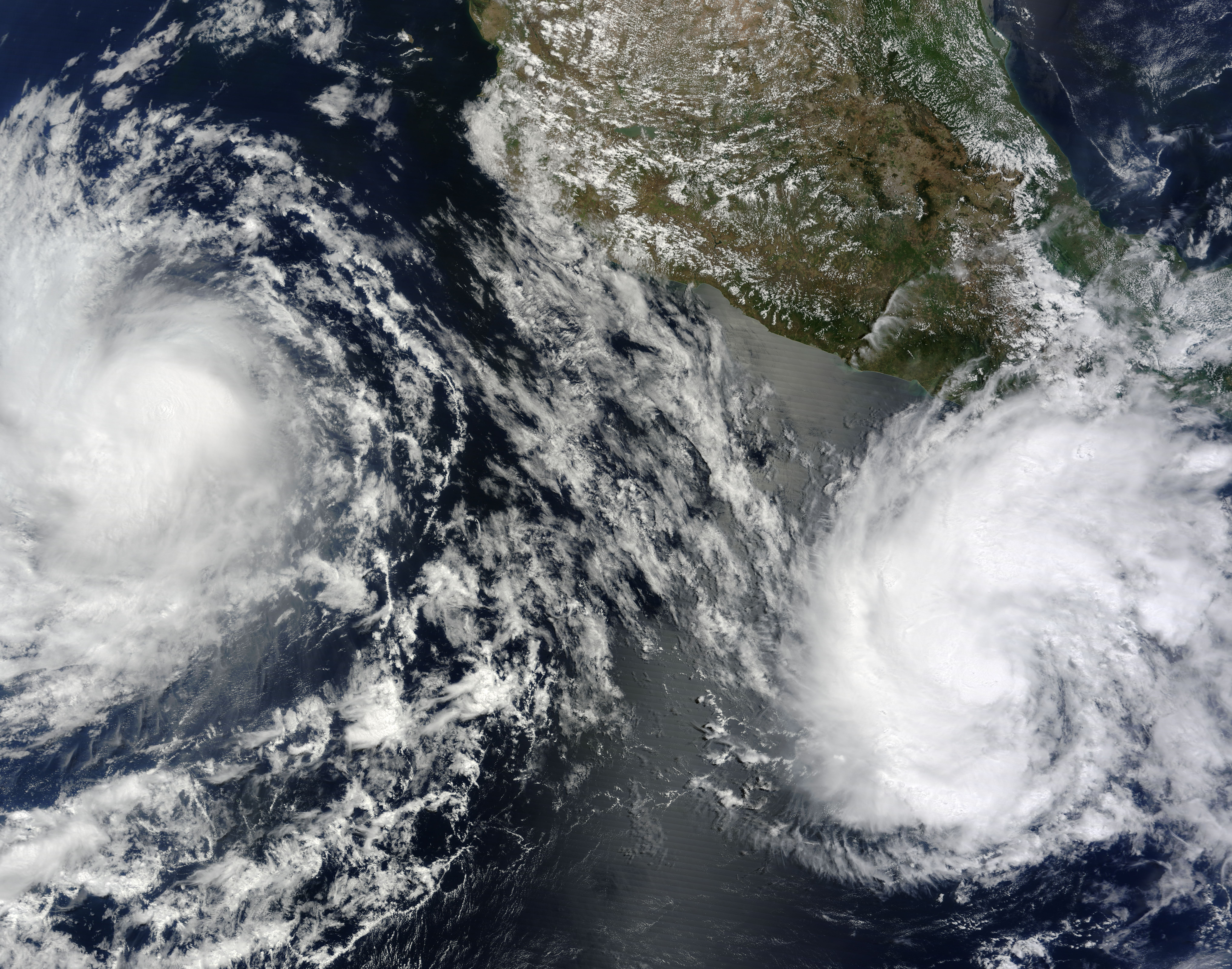
6月19日，热带风暴布拉斯（左）和西莉亚（右）同时存在。

- 中午12点：热带风暴布拉斯在南下加利福尼亚州最南端以南约715公里洋面达到持续风速每小时100公里，最低气压994毫巴（百帕，29.36英寸汞柱）的最高强度。
- 中午12点：第四号热带低气压在阿卡普尔科东南偏南方向约540公里海域强化成热带风暴并获名“西莉亚”（Celia）。

6月20日
- 下午18点：热带风暴西莉亚在阿卡普尔科以南约580公里海域升级成萨菲尔-辛普森飓风等级下的一级飓风。

6月21日
- 凌晨0点：热带风暴布拉斯在下加利福尼亚半岛最南端以南约900公里洋面减弱成热带低气压。
- 下午18点：热带低气压布拉斯在南下加利福尼亚州最南端西南方向约1145公里海域退化成不含对流的残留低气压区。

6月22日
- 早上6点：飓风西莉亚达到风力时速160公里，气压973毫巴（百帕，28.74英寸汞柱）的第一波强度高峰，在萨菲尔-辛普森飓风等级下属二级飓风强度。

6月23日
- 凌晨0点：飓风西莉亚的强度在行进至曼萨尼约西南偏南约860公里洋面时回落到一级飓风标准。
- 凌晨0点：萨利纳克鲁斯东南偏南方向约610公里海域的雷暴和降雨带发展成第五号热带低气压。
- 早上6点：第五号热带低气压在萨利纳克鲁斯东南偏南约565公里洋面强化成热带风暴并获名“达比”（Darby）。
- 中午12点：飓风西莉亚在曼萨尼约西南方向约910公里海域再度达到二级飓风强度。

6月24日

6月24日，飓风西莉亚正在增强时的红外卫星动态图像

- 早上6点：热带风暴达比在萨利纳克鲁斯西南偏南约475公里海域快速增强成一级飓风。
- 中午12点：飓风西莉亚在索科罗岛西南偏南方向约755公里洋面成为本季首场大型飓风。
- 下午18点：飓风西莉亚快速增强，在索科罗岛西南偏南约780公里海域达到四级飓风标准。

6月25日

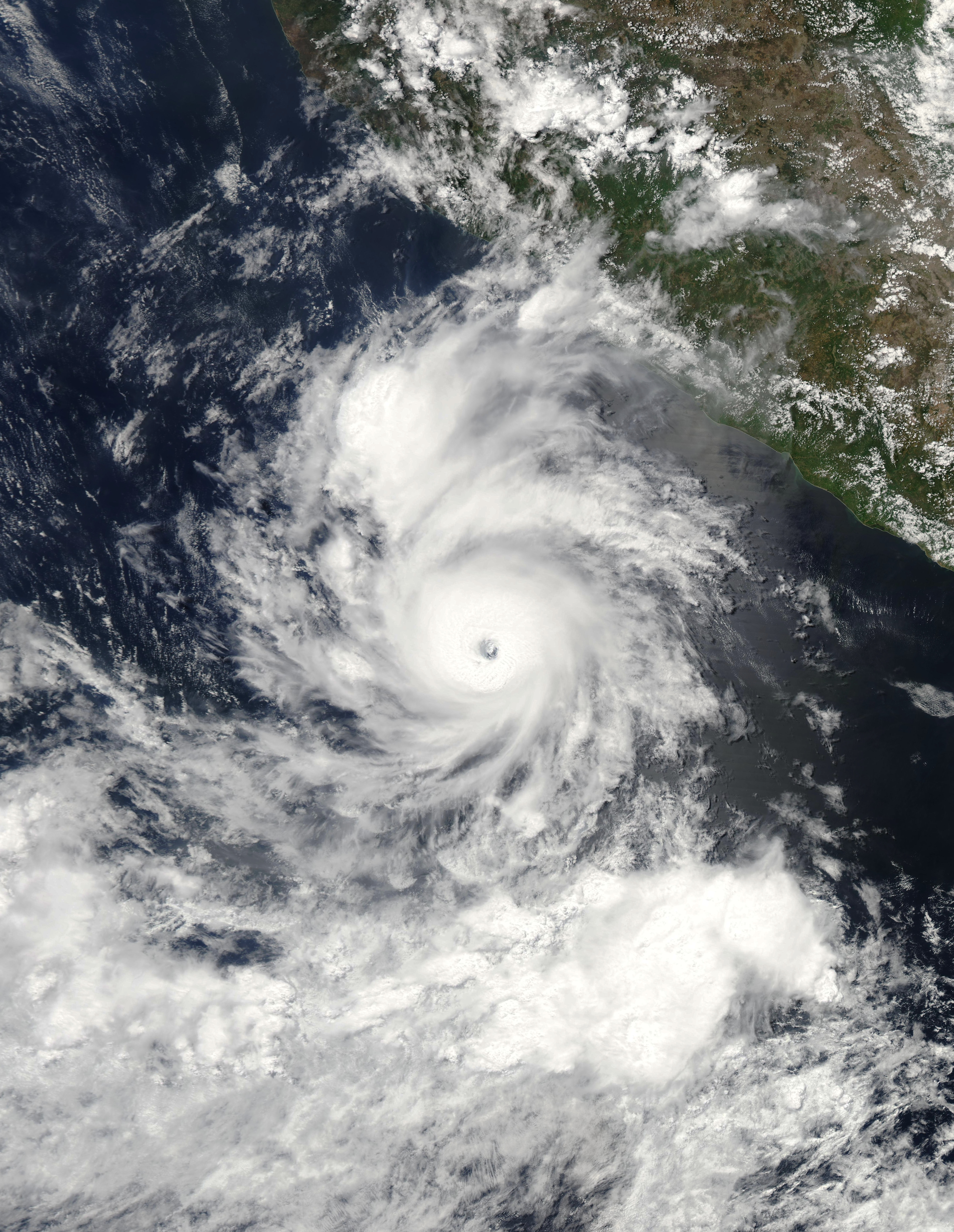
6月25日，覆盖范围较小的飓风达比位于墨西哥以南洋面。

- 凌晨0点：飓风西莉亚在索科罗岛西南方向约805公里洋面达到风力时速260公里，最低气压921毫巴（百帕，27.2英寸汞柱）的最高强度，成为有纪录以来除1973年的飓风艾娃外唯一在六月达到五级强度的太平洋飓风。
- 早上6点：飓风达比在阿卡普尔科以南约410公里海域升级成二级飓风。
- 中午12点：由于行经洋面水温降低，大气环境趋于稳定，飓风西莉亚在索科罗岛西南方向约910公里海域减弱成四级飓风。
- 中午12点：飓风达比经过第二轮快速增强期，在阿卡普尔科西南偏南约400公里洋面成为三级飓风，是1971年开始有可靠纪录以来太平洋飓风季中形成日期最早的第二场大型飓风。不过，这项纪录已被2014年的飓风克里斯蒂娜和2015年的飓风布兰卡打破。
- 下午18点：飓风西莉亚在索科罗岛西南方向约960公里海域降级成三级飓风。
- 晚上21点：飓风达比在阿卡普尔科西南方向约395公里洋面达到持续风速每小时195公里，最低气压959毫巴（百帕，28.32英寸汞柱）的最高强度。

6月26日
- 早上6点：飓风西莉亚在索科罗岛西南偏西方向约1070公里海域弱化成二级飓风。
- 中午12点：墨西哥湾上空飓风亚历克斯的大范围环流令风切变持续增强，导致飓风达比在阿卡普尔科西南方向约465公里洋面减弱成二级飓风。
- 下午18点：飓风西莉亚在索科罗岛西南偏西方向约1200公里海域降级成一级飓风。

6月27日
- 凌晨0点：飓风西莉亚在索科罗岛西南偏西方向约1270公里洋面消退成热带风暴。
- 凌晨0点：飓风达比在阿卡普尔科西南方向约495公里海域减弱成一级飓风。
- 早上6点：飓风达比在阿卡普尔科西南方向约510公里洋面降级成热带风暴。

6月28日
- 中午12点：热带风暴达比回转向移动后在阿卡普尔科以南约295公里海域弱化成热带低气压。
- 下午18点：热带风暴西莉亚在下加利福尼亚半岛最南端的西南偏西方向约1665公里洋面退化成不含对流的残留低气压区。
- 下午18点：热带低气压达比在阿卡普尔科东南偏南方向约305公里海域消退成残留低气压区。

### 7月
7月14日
- 中午12点：第六号热带低气压由曼萨尼约西南偏南方向约530公里的一片层次分明的低气压区发展成型，并在几乎同一时间达到风力时速55公里，最低气压1006毫巴（百帕，29.71英寸汞柱）的最高强度。

7月16日
- 下午18点：第六号热带低气压在索科罗岛西南偏西约160公里洋面退化成残留低气压区。

### 8月
8月6日

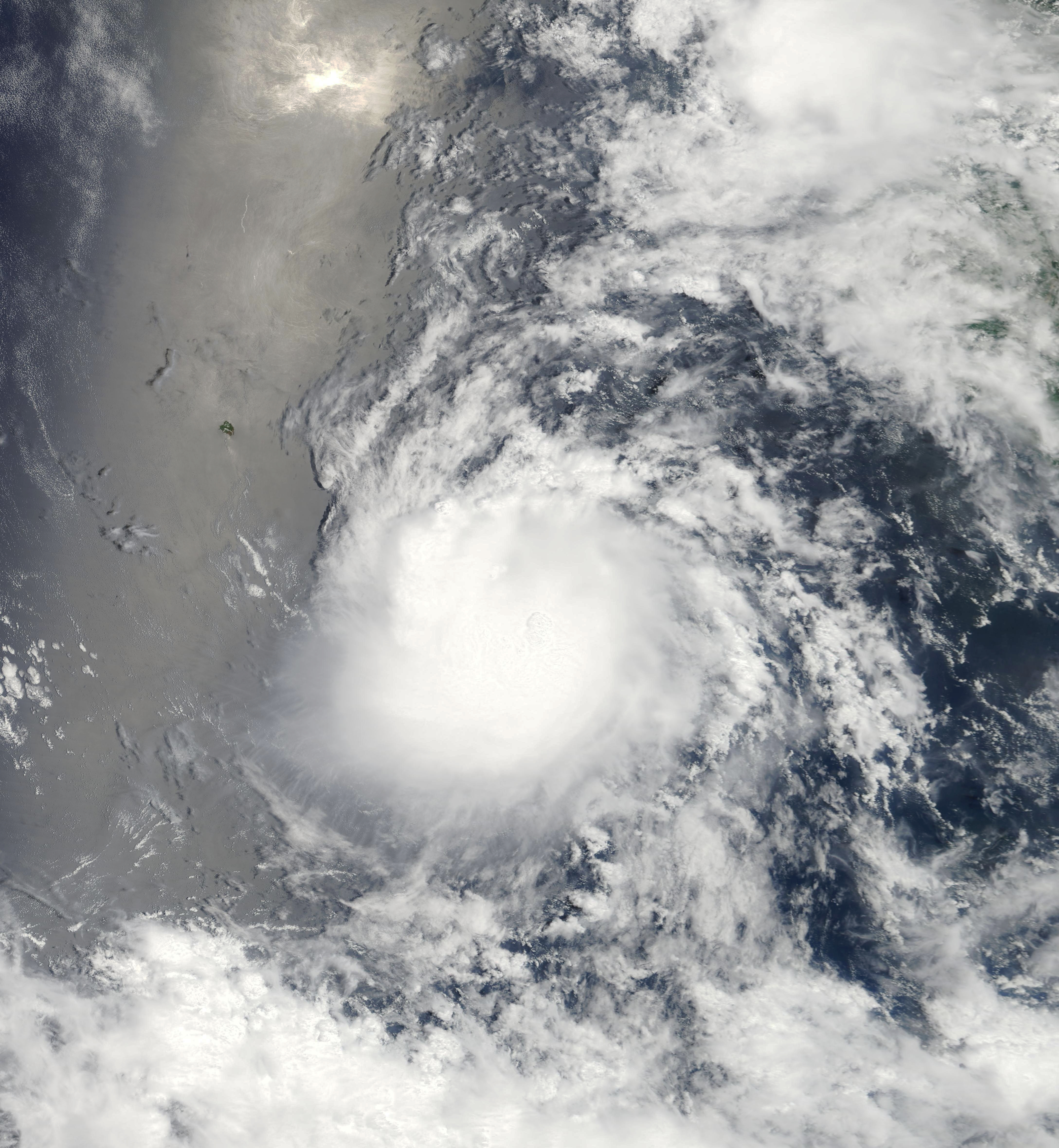
8月6日，正处最高强度的热带风暴埃斯特尔。

- 凌晨0点：阿卡普尔科西南方向约260公里的弱低气压区发展成第七号热带低气压。
- 中午12点：第七号热带低气压在阿卡普尔科以西约390公里海域升级成热带风暴并获名“埃斯特尔”（Estelle）。

8月8日
- 凌晨0点：热带风暴埃斯特尔在索科罗岛东南方向约250公里洋面达到持续风速每小时100公里，最低气压994毫巴（百帕，29.36英寸汞柱）的最高强度。

8月9日
- 下午18点：热带风暴埃斯特尔在索科罗岛西南方向约185公里海域降级成热带低气压。

8月10日
- 热带低气压埃斯特尔在索科罗岛西南方向约275公里洋面退化成残留低气压区。

8月20日
- 早上6点：第八号热带低气压在曼萨尼约西南偏西方向约295公里海域成型。
- 下午18点：第八号热带低气压在曼萨尼约以西约460公里洋面达到风力时速55公里，最低气压1003毫巴（百帕，29.62英寸汞柱）的最高强度。

8月21日
- 下午18点：第八号热带低气压在南下加利福尼亚州最南端的西南方向约305公里海域消退成不含对流的残留低气压区。
- 下午18点：萨利纳克鲁斯东南方向约330公里洋面的扰动天气区发展成第九号热带低气压。

8月22日

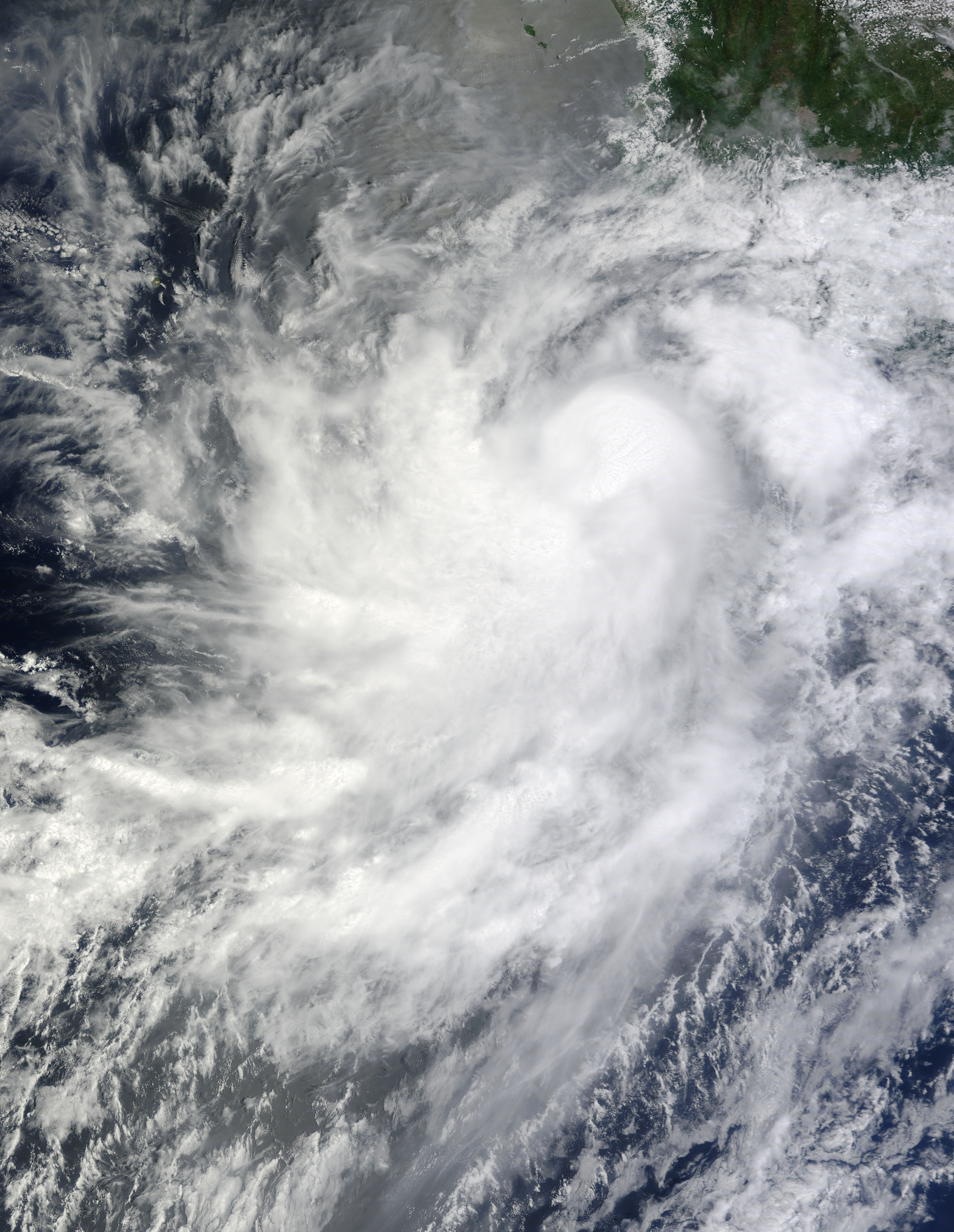
8月25日，位于墨西哥近海的飓风弗兰克。

- 中午12点：第九号热带低气压在萨利纳克鲁斯以南约265公里海域强化成热带风暴并获名“弗兰克”（Frank）。

8月25日
- 中午12点：热带风暴弗兰克在曼萨尼约以南约280公里洋面成为本季第三场、也是最后一场飓风。

8月26日
- 下午18点：飓风弗兰克在索科罗岛东南方向约150公里海域达到持续风速每小时150公里，最低气压978毫巴（百帕，28.88英寸汞柱）的最高强度。

8月27日
- 早上6点：飓风弗兰克从索科罗岛西南方向约55公里处经过，这也是风暴距该岛最近的时刻。
- 下午18点：飓风弗兰克在索科罗岛西北偏西约120公里洋面降级成热带风暴。

8月28日
- 中午12点：热带风暴弗兰克在索科罗岛西北偏北方向约230公里海域消退成热带低气压。
- 下午18点：热带低气压弗兰克在索科罗岛西北偏北约240公里洋面退化成残留低气压区。

### 9月
9月3日

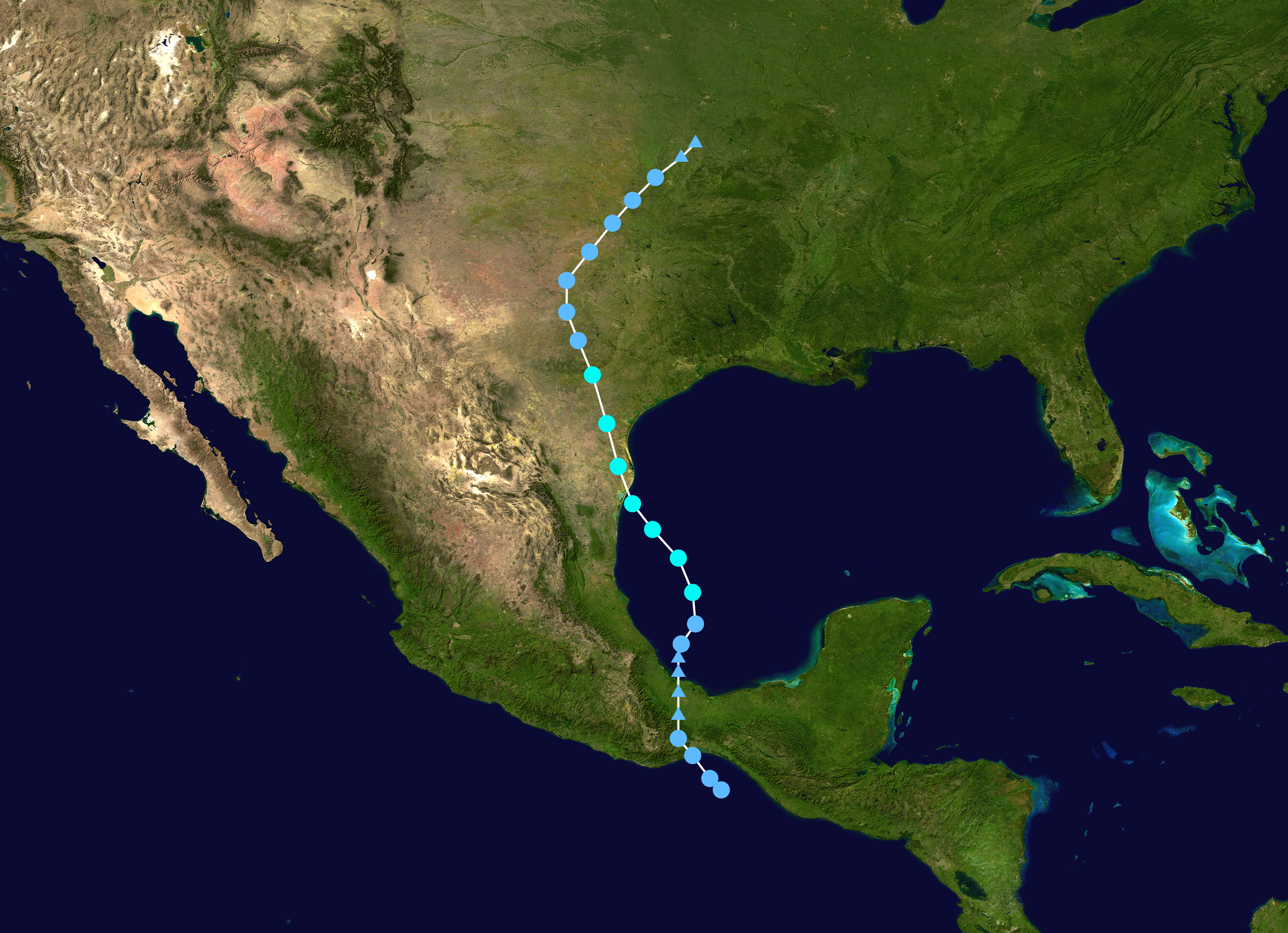
第十一E热带低气压的移动路径

- 凌晨0点：第十号热带低气压在南下加利福尼亚州最南端的东南偏南方向约410公里海域经东风波发展形成，并在几乎同一时间达到风力时速55公里，最低气压1003毫巴（百帕，29.62英寸汞柱）的最高强度。
- 下午18点：第十一号热带低气压在萨利纳克鲁斯东南方向约175公里洋面成型。

9月4日
- 早上7点：第十一号热带低气压以持续风速每小时55公里的最高强度从萨利纳克鲁斯附近登陆。
- 中午12点：第十号热带低气压在下加利福尼亚半岛最南端的西南偏西方向约295公里海域退化成残留低气压区。
- 下午18点：第十一号热带低气压在穿越特万特佩克地峡期间消退成残留低气压区。

9月5日
- 下午18点：进入大西洋盆地的坎佩切湾上空后，第十一号热带低气压的残留再生成热带低气压，之后成为热带风暴赫敏。

9月20日
- 中午12点：墨西哥卡波圣卢卡斯（Cabo San Lucas）东南偏南方向约385公里的东风波发展成第十二号热带低气压。
- 下午18点：第十二号热带低气压在墨西哥巴亚尔塔港以西约360公里洋面增强成热带风暴并获名“乔吉特”（Georgette）

9月21日

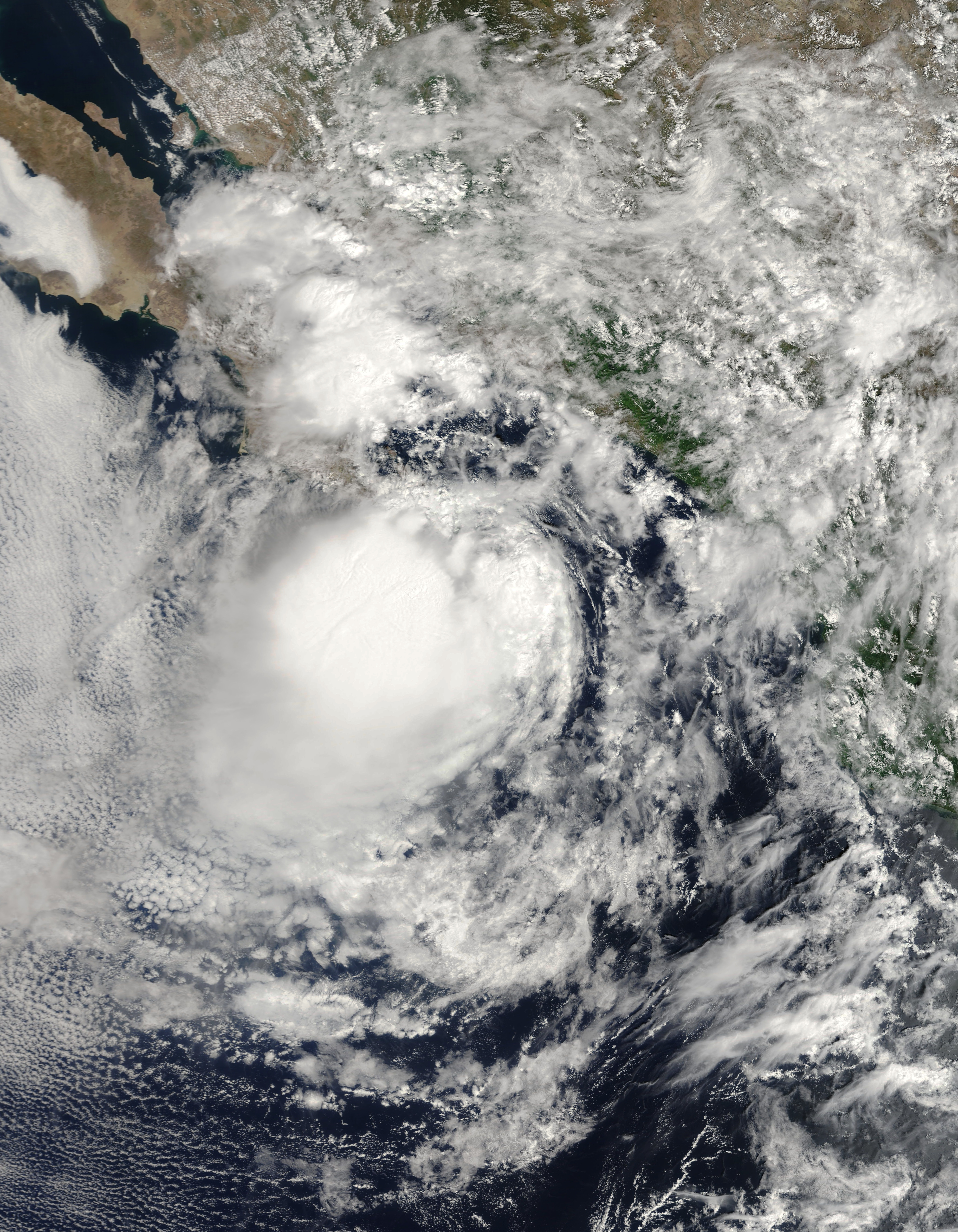
9月21日，正处最高强度的热带风暴乔吉特。

- 中午12点：热带风暴乔吉特达到风力时速65公里，最低气压999毫巴（百帕，29.5英寸汞柱）的最高强度。
- 下午18点：热带风暴乔吉特以持续风速每小时65公里强度从墨西哥南下加利福尼亚州圣荷西卡波（San José del Cabo）附近登陆。

9月22日
- 凌晨0点：热带风暴乔吉特降级成热带低气压，然后很快从拉巴斯以东不远处进入加利福尼亚湾上空。
- 晚上22点：热带低气压乔吉特以风力时速55公里强度从墨西哥索诺拉州圣卡洛斯（San Carlos）附近登陆。

9月23日
- 早上6点：热带低气压乔吉特在墨西哥西北山区上空消散。

### 10月
- 东太平洋和中太平洋在十月没有热带气旋形成或发展。

### 11月
- 东太平洋和中太平洋在11月没有热带气旋形成或发展。

11月30日
- 2010年中太平洋和东太平洋飓风季正式结束。

### 12月
12月18日

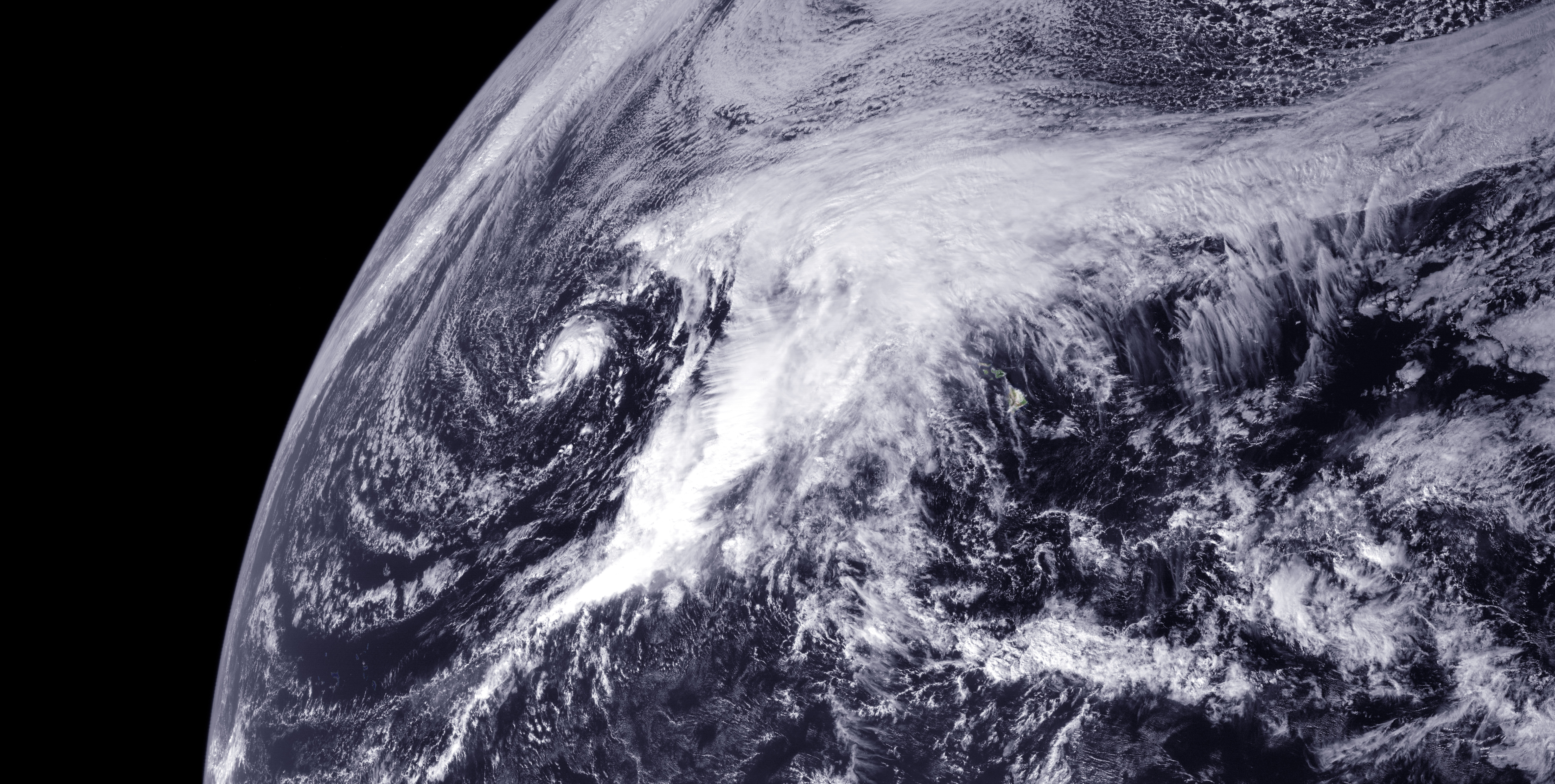
12月19日，亚热带风暴奥梅卡内嵌在大规模温带天气系统中。

- 凌晨0点：檀香山西北偏西方向约2140公里海域的温带气旋发展成亚热带低气压。
- 中午12点：亚热带低气压强化成亚热带风暴。

12月19日
- 凌晨0点：亚热带风暴经过国际日期变更线进入西太平洋盆地。

12月20日
- 早上6点：亚热带风暴转变成热带气旋后又回到中太平洋盆地，风速已提升到每小时85公里，气压降至997毫巴（百帕，29.44英寸汞柱），是20世纪60年代开始有气象卫星观测以来形成日期最晚的热带气旋。中太平洋飓风中心从这天开始发布公告，用“奥梅卡”（Omeka）为风暴命名。

12月21日
- 早上6点：热带风暴奥梅卡从利相斯基岛（Lisianski Island）东南偏南方向约75公里海域经过，这也是风暴成为热带气旋后距陆地最近的一刻。
- 中午12点：热带风暴奥梅卡在利相斯基岛东北方向约150公里洋面退化成不含对流的残留低气压区，为2010年太平洋飓风季划上句点。